# Coulonges-les-Sablons

Coulonges-les-Sablons este o comună în departamentul Orne, Franța. În 1 ianuarie 2018 avea o populație de 416 de locuitori.